# みちのくコカ・コーラボトリング
みちのくコカ・コーラボトリング株式会社は、岩手県盛岡市に本社を置く、コカ・コーラ社商品を製造販売する会社（ボトラー）である。青森県、岩手県、秋田県の北東北3県を担当する。
岩手県を代表する企業一族、谷村家が大株主で、同じグループに新興製作所、谷村電気精機、みちのくキャンティーンなどがある。以前は国際興業も株主で、グループ会社だった。
2016年1月、花巻工場に約80億円を投じ整備した新製造ラインと新ロジスティックセンターが本格稼働した。

## 沿革
- 1962年11月 - 盛岡市に北斗飲料株式会社設立。
- 1963年4月 - 営業所3拠点、4ルート・8台の車両で営業開始。工場未設のため仙台コカ・コーラボトリングなど他ボトラーから商品の供給を受ける。
- 1965年
  - 10月 - 商号を北斗コカ・コーラボトリングに変更、花巻市城内6-6に移転。
  - 12月 - 本社敷地内の岩手工場竣工。自社製造開始。
- 1966年8月 - 商号をみちのくコカ・コーラボトリングに変更。
- 1970年3月 - 青森工場竣工。製造開始。
- 1972年5月 - 秋田工場竣工。製造開始。
- 1975年7月 - 「ジョージアコーヒー」発売。
- 1977年3月 - 「コカ・コーラ」リットルサイズ (1 L) リターナブルびん導入。秋田工場で製造開始。
- 1983年6月 - 「コカ・コーラ」1.5 L PETボトル発売。三国コカ・コーラボトリング仕入れ。
- 1984年3月 - カナダドライ製品の製造販売権を獲得。
- 1986年5月 - 花巻工場竣工。250 ml炭酸缶ライン稼動開始。
- 1987年2月 - 花巻工場に「ジョージアコーヒー」缶ライン増設。
- 1988年
  - 4月 - みちのくキャンティーン社設立。
  - 9月 - 岩手工場での製造を終了。
  - 11月 - 青森工場にPETライン（炭酸）増設。
  - 12月 - 秋田工場にPETライン（非炭酸）増設、後に炭酸も増設。
- 1989年6月 - ワンウェイびんの「コカ・コーラ」ミディ500発売。青森工場で製造を開始。
- 1994年7月 - 国際興業が株式を取得、同社グループの一員となる。2010年頃グループ離脱。
- 1995年6月 - 青森工場にレトルト缶ライン増設。
- 2002年 - 矢巾町に本社新社屋完成、移転。
  - 4月 - 花巻工場の既存缶ラインに一部増設する形でボトル缶製造ライン稼動開始。東北・北海道にボトル缶製品の供給開始。
- 2009年 - 青森工場で「コカ・コーラ」500 mlPETボトル製品の製造を開始。
- 2012年
  - 9月 - 「ファンタ アップル 250g缶」「ファンタ ゴールデングレープ 250g缶」がみちのくコカ・コーラ設立50周年記念限定商品として期間限定で復活（2013年3月まで）。
  - 10月 - 「ジョージア グランデ 190g缶」がみちのくコカ・コーラ設立50周年記念限定商品として期間限定で復活（2013年4月まで）。ただしジョージアのロゴデザインは2009年1月より順次採用の現行ロゴデザインが用いられているため復刻商品に含まれない。
- 2014年
  - 3月 - 青森工場での製造を終了。
  - 9月 - 秋田工場で「ミニッツメイド Qoo」大型PETボトル (1.5 L) 製品の製造を開始（2015年12月まで）。
- 2015年12月 - 秋田工場での製造を終了。自社で製造できなくなったリターナブルびん製品は2016年1月よりコカ・コーライーストジャパンプロダクツ（現：コカ・コーラボトラーズジャパン）多摩工場（製造所固有記号：ETA→EA）製を扱う。コカ・コーラボトラーズジャパンホールディングス発足後は北陸コカ・コーラボトリング砺波工場（製造所固有記号HT）製に移行。
- 2016年1月 - 花巻工場に無菌充填PETライン（500 ml以上）を増設[3]。これに伴い花巻ロジスティックセンターが稼働開始。
- 2017年
  - 5月 - 北東北限定「ジョージア なめらかエスプレッソ【贅沢ミルク】 170g缶」発売。
  - 5月29日 - 北東北限定応援デザイン缶「スプライト」発売[4]。
- 2018年1月 - みちのくコカ・コーラプロダクツ株式会社を吸収合併[5]。
- 2021年9月 - 本社を矢巾町から盛岡市へ移転[6]。

## グループ企業
- みちのくキヤンテイーン株式会社
- みちのく自動販売機サービス株式会社

## 現在製品を製造している工場
2017年4月現在。括弧内は製品につけられる製造工場記号。
- 花巻工場（H→MHA→MH）
1986年に完成したみちのく社初のキャンニング（缶詰）ラインを持つ工場で、当時の最新鋭の設備を有した。この工場が建設されるまでは埼玉に本社があるサツキコカ・コーラキャンニング（後に三国コカ・コーラボトリングを経てコカ・コーラボトラーズジャパン）より缶製品の供給を受けていた。秋田工場閉鎖後は缶製品（炭酸・非炭酸・コーヒーショートおよびロング缶）、ボトル缶製品（炭酸・非炭酸）のほか、500 ml以上のPET製品を製造。2016年に無菌充填PETラインが増設されたことにより、「い・ろ・は・す」シリーズおよび「森の水だより」も生産している。

## かつて製品を製造していた工場
- 岩手工場：旧本社敷地内、1988年閉鎖
リターナブルびん製品のほか、スーパー300などワンウェイびん製品を製造していた。
- 青森工場（AO→MAO）：2014年3月閉鎖
かつては他工場同様にリターナブルびん製品を製造していたが、晩年は「コカ・コーラ」および「コカ・コーラ ゼロ」の500mlPET製品、「リアルゴールド」などの小びん製品、「コカ・コーラ」の季節限定ボトルなどのワンウェイびん製品、「ジョージアコーヒー」の一部、「紅茶花伝」「爽健美茶」などの抽出・レトルト処理の必要な缶製品、ディスペンサー用のシロップタンク製品などを製造していた。2014年3月に生産を終了。2015年4月からは物流拠点「青森ディストリビューションセンター」として稼働していたが、2016年1月より花巻ロジスティックセンターの稼働開始に伴い、2015年12月をもって閉鎖された。
- 秋田工場（AK→MAK）：2015年12月閉鎖
主に「コカ・コーラ」シリーズの各種500 ml PET製品、および大型PET（1.5 L・2.0 L）製品、「ファンタ」「スプライト」「カナダドライ」（ジンジャーエールのみ）などの炭酸系の各種大型PET（いずれも1.5 Lのみ）製品、「ミニッツメイド Qoo」の各種大型PET（1.5 Lのみ）製品、「ベジータベータ」（2015年時点では1 LのPET製品のみ存在していた）、「コカ・コーラ」および「HI-Cオレンジ」の各種リターナブルびん（いずれも190 ml）製品に加え、「コカ・コーラ」の500 ml・1.0 Lのリターナブルびん製品、「ファンタ」（主にグレープ）、「スプライト」などの炭酸系の各種リターナブルびん（200 ml、500 ml、1.0L）製品、「HI-Cオレンジ」、「煌（ファン）」などの非炭酸系の各種リターナブルびん製品、「爽健美茶」などの茶系飲料系の大型PET製品も製造していた。2015年12月末をもって全て製造終了し、そのまま閉鎖された。なお、「コカ・コーラ」「HI-Cオレンジ」の各種リターナブルびん製品、「ベジータベータ」は自社以外にも自社生産をやめた北海道コカ・コーラボトリングや仙台コカ・コーラボトリング（「ベジータベータ」を除く）にも2015年12月まで供給されていた。

## 提供番組
すべて当社の一社提供。
- ELEPHANT MEMORY（岩手めんこいテレビ）
- DREAM ROAD（岩手朝日テレビ）
- Coke Sound Shuffle（エフエム岩手）